# Фридрих I (курфюрст Пфальца)
Фридрих I Победоносный (нем. Friedrich I. der Siegreiche; 1 августа 1425, Гейдельберг — 12 декабря 1476, Гейдельберг) — курфюрст Пфальца с 1451 года. От своих врагов также получил прозвище «Злой Фриц».

## Биография

### Юность и регентство
Фридрих был третьим сыном курфюрста Людвига III и его второй жены Матильды Савойской, дочери Амадея Ахейского.

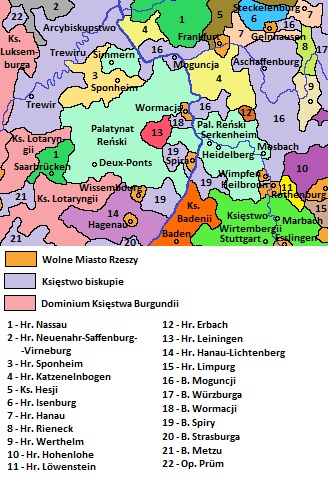
Пфальц и его соседи в 1447 году

В 1436 году умер отец Фридриха Людвиг. В 1439 году Фридрих унаследовал часть пфальцских земель, но добровольно уступил их своему старшему брату, курфюрсту Людвигу IV.
В 1449 году умер старший брат Фридриха Людвиг IV, оставив 11-месячного сына Филиппа. Фридрих по воле Людвига и с согласия матери наследника Маргариты Савойской стал опекуном малолетнего Филиппа.
Сильные вассалы попытались воспользоваться смертью Людвига IV и малолетством Филиппа. Побежденные в 1447 году Людвигом IV графы Лютцельштайн решили взять реванш. Лютцельштайны вместе с Лихтенбергами начали выяснять отношения с графами Лайнинген. Фридрих в качестве пфальцграфа и имперского судьи пытался дважды решить этот спор на заседаниях в Гейдельберге и Вейсенбурге. Но, не преуспев в этом, Фридрих осенью 1450 года взялся за оружие и тем самым влез в так называемую «Лютцельштайнскую распрю». После того как в июне 1451 года Лихтенбергам удалось разбить графов Лайнинген у Рейхсгофена, Лютцельштайны объявили Фридриху войну, рассчитывая, что их сторону примут другие вассалы и соседи. Их поддержали двоюродный брат Фридриха Людвиг I Чёрный, Якоб Баденский и архиепископ Майнца Дитрих Шенк.

### На пути к курфюршеству

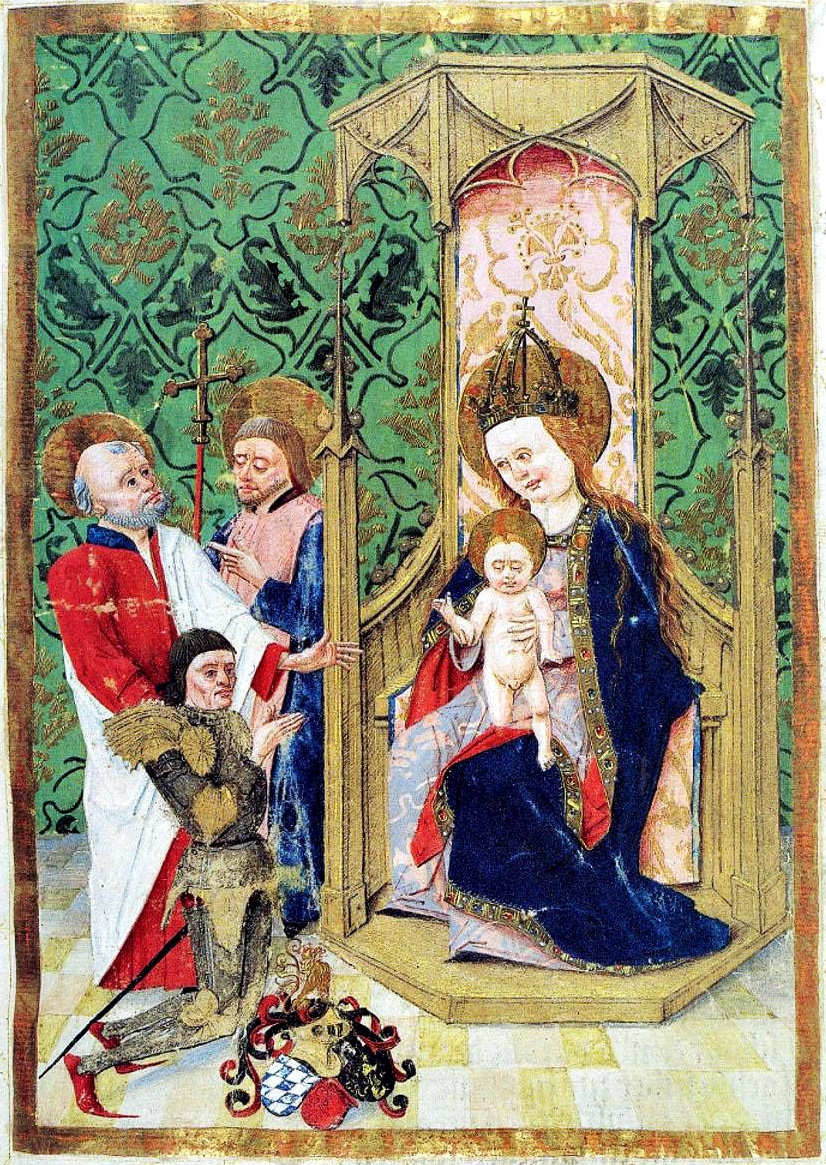
Фридрих и мадонна с младенцем. 1471 год

Чтобы успешнее отражать нападения соседей, Фридрих в сентябре 1451 года собрал государственные чины в лице епископа Вормса Райнхарда и епископа Шпайера Райнхарда, соборного пробста, графов Вертхайм, Катценельнбоген, Ганау, Изенбург, Нассау, рейнграфа, представителей родов Гемминген, Зиккинген, Дальберг и другие лица в Гейдельберге. Фридрих договорился с ними о том, что чины согласны передать ему управление, как пожизненному курфюрсту, с условием усыновить и назначить своим преемником своего племянника Филиппа. Фридрих обязуется не вступать в равнородный брак и предоставляет вассалам привилегии. Четырёхлетний Филипп одобрил это решение (хотя оно и не требовалось).
Император Фридрих III не спешил утвердить это решение и признать Фридриха Победоносного курфюрстом Пфальца. Тогда в январе 1452 года Фридрих принял в Гейдельберге присягу как правитель. А чуть позже купил у папы одобрение этого и добился признания у ряда курфюрстов. Присяга подданных служила гарантом прав Фридриха как сюзерена внутри Пфальца  А для обеспечения внутриимперских прав, связанных с Пфальцем (выборное право, «имперский великий стольник» и право на имперский викариат на Западе империи), Фридрих полагался на авторитет Папы и курфюрстов, готовых санкционировать (одобрить) его возвышение.
Фридриха Победоносного поддержали города Шпайер, Вимпфен, Ульм, Ройтлинген, Вайль, Кемптен, Инген, Ален, Нюрнберг, Нёрдлинген, Ротенбург, Динкельсбюль, Виндгейм и Вейсенбург, епископы Вормса и Шпайера, баварские герцоги Людвиг IX Богатый и Альбрехт IV Мудрый. В ноябре 1452 года Фридрих во главе 6-тысячного войска разбил и прогнал графов Лютцельштайнов, присоединив их графство к Пфальцу.
В 1453 году направил одного из Лайнингенов вторгнуться в Верхний Пфальц и утвердить решения, принятые в 1452 году в Нижнем Пфальце. Лайнингену в 1454 году это удалось. Амберг заплатил контрибуцию, в крепости размещён гарнизон, несколько противников этого  казнены.
Видя успехи Фридриха в 1453 году, равным себе его признали курфюрсты Трира и Кёльна, а в конце 1454 года курфюрсты Бранденбурга и Саксонии.  
В 1453 году Фридрих I потребовал от своего двоюродного брата Людвига Пфальц-Цвайбрюккенского признать сюзеренитет Пфальца в том числе и над графством Фельденц (унаследованным Людвигом от деда по материнской линии) и принести вассальную клятву.
Людвиг отказался и 3 июля 1455 года Фридрих объявил ему войну. Войска Фридриха осадили и 11 августа 1455 года взяли город Бергцаберн, попутно сожгли тридцать деревень. Попытка Людвига освободить город потерпела неудачу. Людвиг обратился за помощью к бургундскому герцогу Филиппу Доброму. Филипп Добрый сначала прислал Людвигу 4 тысячи пикардийцев, благодаря чему Людвиг смог сжечь двадцать деревень, принадлежащих Фридриху. Но вскоре Филипп Добрый, маркграф баденский Карл I и Дитрих Майнцский заключили с Фридрихом Победоносным мир, признав того курфюрстом.
И поэтому Людвигу 3 октября 1455 года пришлось подписать мир. Людвиг возвратил Бергцаберн, но как часть пожизненного лена.
Дитрих Шенк, архиепископ Майнцский не просто примирился с Фридрихом, но и совместно с ним завоевал замок Крейцнах (на границе Майна и Пфальца) .

### Реформа империи
Примирившийся с курфюрстами Фридрих Победоносный в 1454 году примкнул к их заговору против императора Фридриха III. Курфюрсты потребовали от императора собрать в ноябре 1456 года в Нюренберге сейм, на который обязали явиться Фридриха III. На сейме курфюрсты Майнцский, Бранденбургский и Фридрих Пфальцский высказали императору обеспокоенность в связи с теми бедствиями (грабежи, насилия, поджоги), что господствуют в империи.  Заявление наделало большой шум, но ни к чему не привело. Курфюрсты призвали императора приехать во Франкфурт на  новую встречу в мае 1457 года. Но так как курфюрст Бранденбурга в 1457 году отошел (а в 1458 году по совету своего брата Альбрехта Ахилла Бранденбургского перешел на сторону императора), курфюрсты Кёльна и Трира не участвовали в проекте, то Дитрих Майнцский и Фридрих Пфальцский заключили договор (о монетной регалии, о пошлинах, о привилегиях) друг с другом. Таким образом франкфуртский сейм также не смог реформировать империю. Но после того как в 1458 году Дитрих Майнцский и Фридрих Пфальцский снова поссорились из-за территориальных споров, идея реформирования империи окончательно провалилась.

### Баварская и другие войны
В июне 1458 года маркграф Альбрехт Ахилл помог графу Вюртембергскому выбить пфальцский гарнизон из замка Виддерн на Ягте (Schloß Widdern an der Jaxt).
В 1458 году Людвиг IX Богатый напал на Донаувёрт, желая вернуть этот вольный имперский город Баварии. Альбрехт Ахилл Бранденбургский и Фридрих Пфальцский помогали Людвигу в этом. И, невзирая на помощь, посланную аугсбургцами Донаувёрт после одиннадцатидневной осады сдался в октябре 1458 года. Но после ссоры Альбрехта Ахилла с Фридрихом Пфальцским и Людвигом Баварским ситуация для города изменилась. Альбрехт Ахилл взял под покровительство рыцаря Горнека обвиняемого Фридрихом Пфальцским в разбое. После того как Альбрехт Ахилл (как бургграф Нюренбергский) получил у императора Фридриха III полномочия судить население северо-баварских округов он поссорился и с Людвигом Баварским. Курфюрст Баварии настаивал, что данная привилегия полученная Альбрехтом Ахиллом противоречит закону и поэтому не действительна.
В ответ в феврале 1459 года на эсслингенском сейме донаувёртское дело было рассмотрено не в пользу Людвига. Исполнение приговора и освобождение города было поручено Альбрехту Ахиллу.
В империи назревало размежевание князей. Папа римский пытался избежать войны и направить энергию против турок. Но стороны готовились к борьбе. Так Фридрих Пфальцский 15 апреля 1459 года ездил в Чехию и вёл переговоры с Георгием Подебрадом. Предлагая тому за поддержку венец римского императора.

#### Баварская война
На новом съезде в Нюрнберге князья почти договорились решить донаувёртское дело, но на этом съезде обсуждали взаимоотношения Фридриха Пфальцского с соседями. На этом заседании Альбрехт Ахилл предъявил грамоту императора по которой он как бургграф Нюрнберга объявлялся имперским градоначальником. Грамота, а также выявленное на съезде стремление поссорить Фридриха и Людвига привели вызвали их гнев. Людвиг Богатый, увидев грамоту, разорвал её. Началась Баварская война (1459—1463).
Против Фридриха Пфальцского в 1460 году сложилась широкая коалиция недовольных им князей. В неё входило 18 князей империи: герцогов, маркграфов и графов, в том числе новый архиепископ Майнца Дитер фон Изенбург, маркграф Бранденбурга Альбрехт Ахилл, Людвиг I Чёрный Пфальц-Цвейбрюккенский, маркграф Карл Баденский, граф Ульрих Вюртембергский и епископ Георг Мецский.
4 июля 1460 года в битве при Пфеддерсхайме Фридрих, объединившись с Людвигом Гессенским, одержал победу над двукратно превосходившим его противником (войска архиепископа Майнца и Людвига Черного). Иоанн Нассауский, Оттон Геннеберг, Филипп Лайнинген, Дитрих Рункель и еще 150 рыцарей попали в плен к Фридриху Победоносному. 18 июля 1460 года начались переговоры., а 4 августа Фридрих при посредничестве Карла Баденского заключил мир с Дитером Майницкий. С Ульрихом Вюртембергским мир был заключен 8 августа 1460 года.
Но Людвиг, после поражения осаждённый в Мейзенхайме, продолжал борьбу. Лишь 30 июля 1461 маркграф Бадена убедил Людвига и графа Лейнингена заключить мир и признать сюзеренитет Фридриха.
Разбив большинство противников на Рейне Фридрих в 1461 году пришел на помощь Людвигу Богатому.

#### Майнцский спор[18]
Еще ведя войну, Фридрих принял участие в егерском сейме, на котором был вновь был поднят вопрос о низложении императора Фридриха III как не исполняющего обязанности императора и возведении на эту должность Георгия Подебрада. Новый сейм проходил в Нюренберге в феврале и марте 1461 года. Там собрались 3 курфюрста: Дитер Майнцский, Фридрих Пфальцский и Фридрих Бранденбургский. Кроме них прибыли представители курфюрстов Трирского, Богемского и Саксонского, а также князей и городов. Сейм пригрозил отрешить Фридриха III от должности, но выступление Дитриха Майнцского с жалобой на папу изменило повестку сейма.
Покончив с войной на Рейне, Фридрих вступился за низложенного 21 августа 1461 года майнцского архиепископа Дитера фон Изенбург, замещенного графом Адольфом Нассауским. За свою поддержку 19 ноября 1461 года Фридрих получил у Дитера в залог за 100 тысяч гульденов край между Гейдельбергом и Дибургом, и был отлучен от церкви.
После того как 1462 года Фридриха отлучили от церкви его покинул ландграф Гессенский и против пфальцского курфюрста сложилась новая коалиция.Император послал против него войско под начальством Альбрехта-Ахилла Бранденбургского и успел склонить к участию в войне с Фридрихом, известной под именем пфальцской войны, маркграфа Карла Баденского, графа Ульриха Вюртембергского и епископа Георга Мецского.
Фридрих в Гейдельсберге располагал войском в 3.000 человек и 300 рыцарями Дитера.

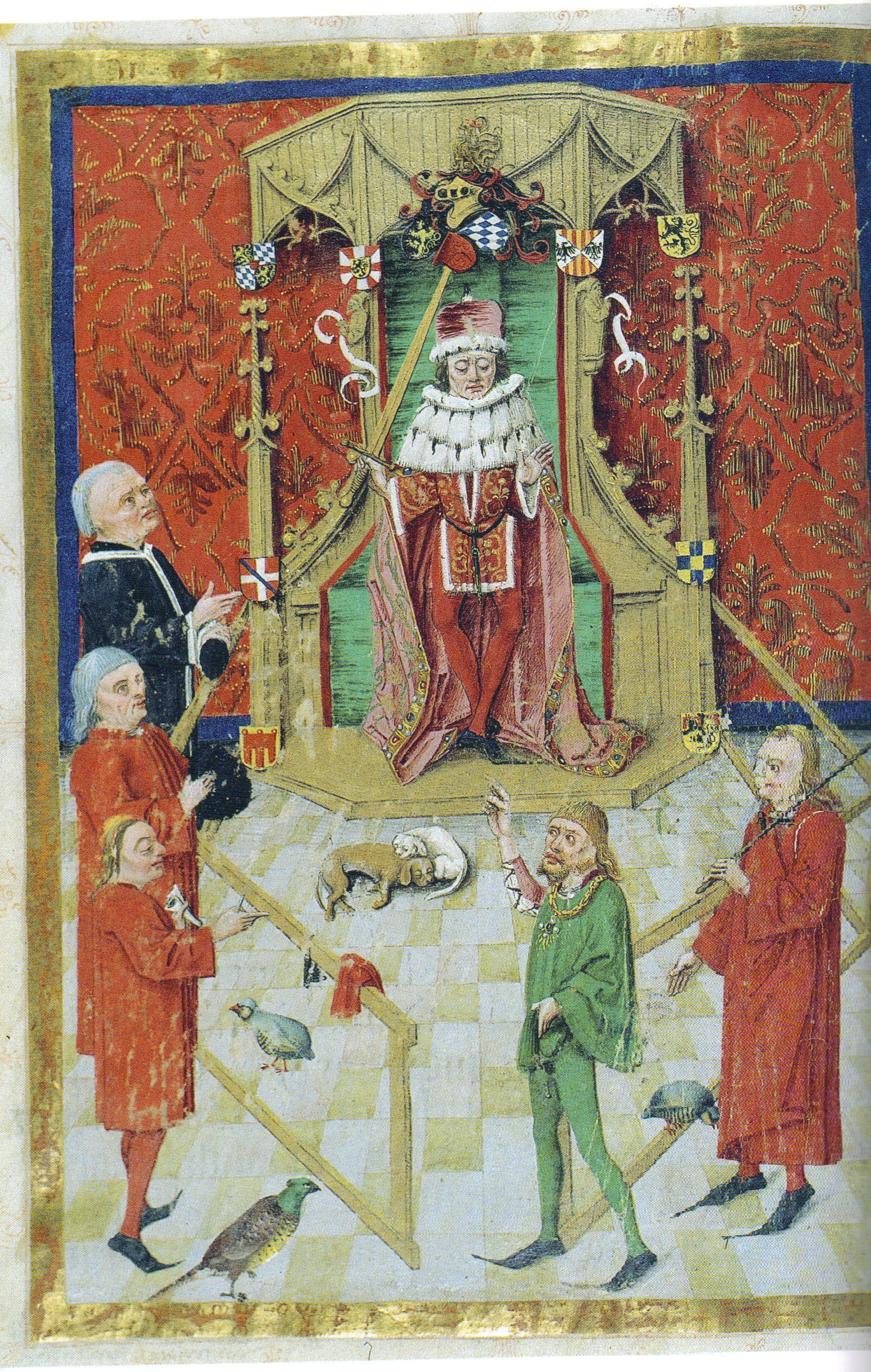
Присяга вассалов пфальцграфу Фридриху.

В такой ситуации Фридрих, однако, не потерял мужества, но 30 июня 1462 года неожиданно напал на врагов при Зеккенгейме. В этой битве он разбил и захватил в плен Ульриха, Карла и епископа Георга.
В связи с тем, что и Фридрих и Людвиг Богатый побеждали своих противников на переговорах в Регенсбурге октябре 1462 года они потребовали по мнению их противников слишком большую цену (например Фридрих желал получить Кёльнское курфюршество для своего брата Рупрехта, а папа был согласен на это пойти лишь при признании курфюрстом Майнца — Адольфа). После того как в октябре 1462 года переговоры в Регенсбурге закончились ничем Адольф Нассауский предложил провести переговоры 28 октября в Майнце. Но когда Дитер и Филипп, граф Катценельнбоген находились в городе, бургомистры Майнца сдали город Адольфу. Фридрих не смог приехать, а Дитер и Филипп с трудом сбежали из Майнца в Опегейм.
После такого Фридрих долго не соглашался идти на переговоры. Для укрощения Фридриха пытались привлечь бургундского герцога Филиппа Доброго, но тот отказался.
Лишь в апреле 1463 года был заключен мир.
14 февраля 1463 года умер Дитрих II фон Мёрс и желая задобрить Фридриха 30 марта 1463 года новым курфюрстом выбрали Рупрехта. Рупрехт при избрании брал обязательство помирить брата с Адольфом или покинуть этот пост. Избрание брата смягчило Фридриха, но он не желал предавать Дитера. Фридрих согласился заключить перемирие от 24 апреля до 11 ноября и освободить князей.
Князья должны были обещать своё посредничество примирению Фридриха с папой и императором, а также уплатить огромный выкуп и уступить Фридриху часть своих земель:
- Георг, епископ Мецский, заплатил 45 тысяч гульденов и передавал Фридриху три лотарингских замка, которые получил обратно в качестве ленов.
- Карл, маркграф Баденский, первоначально обязывался заплатить 100 тысяч гульденов. Но вместо этого он отказался от прав на графство Спонхейм, уступил Безиггейм и Бонгейм и взял в качестве лена Форцгейм.

Ульрих, граф Вюртемберга, заплатил 40 тысяч гульденов, признал Марбах леном Пфальца и передал долговое обязательство Адольфа на 20 тысяч. 
В октябре 1463 года Фридрих и Дитер договорились о мире с Адольфом. Адольф подтвердил уступку края заложенного в 1461 году Дитером (до уплаты 100 тысяч гульденов) и обязался похлопотать перед папой римским. 13 марта 1464 года отлучение было снято.

#### От Кёльна до Эльзаса
В 1464 году был заключен мир, но ни Фридрих, ни Рупрехт не получили от императора регалий (то есть инвеституры) Император не признавал курфюршества Фридриха. 
Имперский суд пристрастно рассматривал дело Фридриха и графа Лейнинген. В 1465 году Фридрих заключил союз с Карлом Смелым.
В феврале 1466 года Фридрих не был приглашен на ульмский рейхстаг, на котором провозглашался земский мир.
Поэтому Фридрих осенью 1466 года по приглашению эльзасских городов привел к миру Ханса графа фон Люпфен (:de:Grafen von Lupfen). 
В 1468 году он выиграл спор у младшей линии рода Лейнингенов после того как вымерла старшая линия этого рода.
В 1469 году Фридрих приехав к Рупрехту помог ему навести в курфюршестве порядок. Фридрих вернул имения (за бесценок заложенные предшественниками его брата): Бонн, Нуйс, Брюль, Кайзерсверт, Кемпен, Андернах. Сначала войска Фридриха заняли спорные районы, а потом обязали кредиторов вернуть земли за назначенную пфальцским курфюрстом цену. За эту операцию Фридрих потребовал 35 тысяч гульденов, но вместо этого удержал Кайзерсверт.

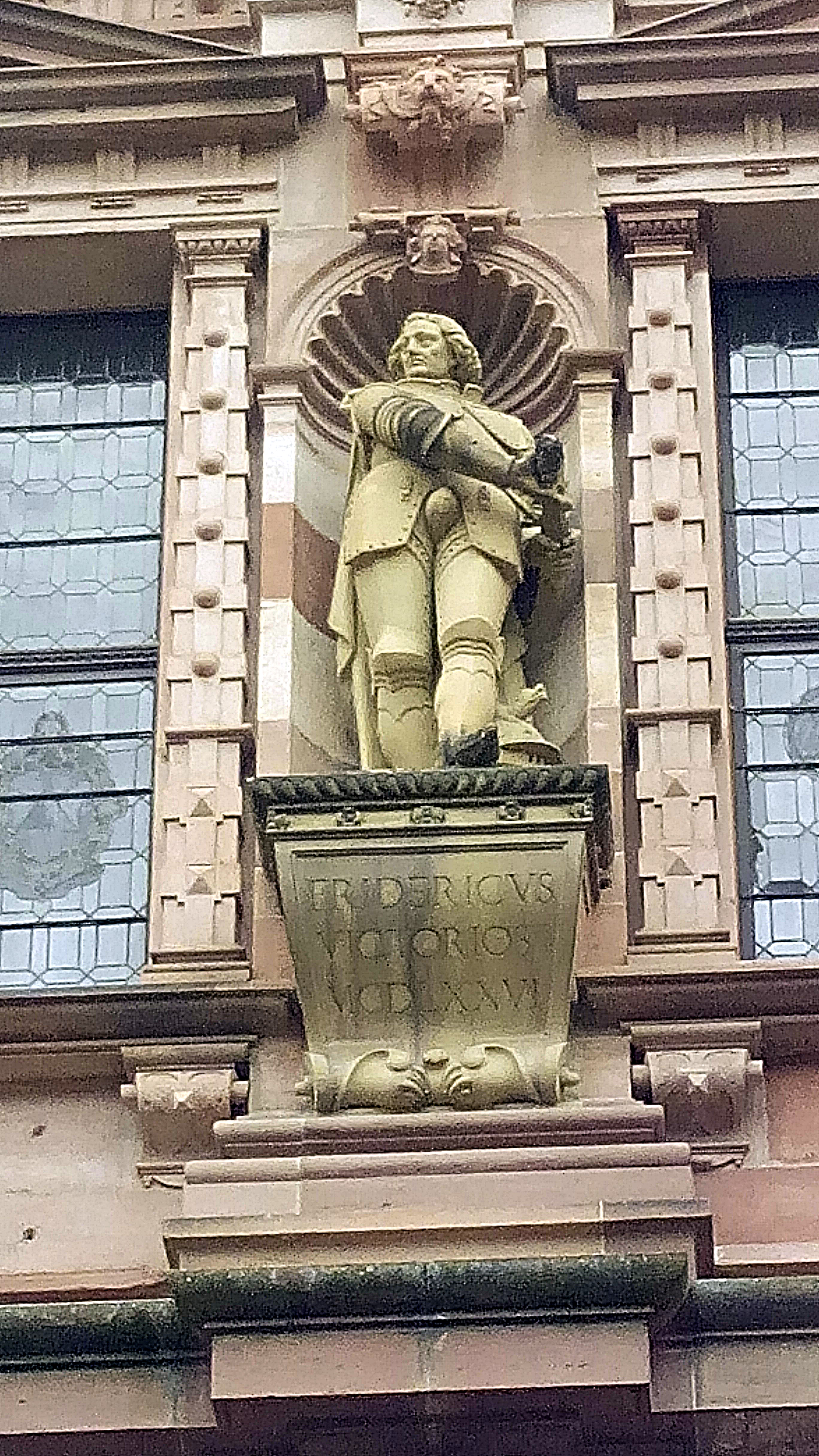
Скульптура Фридриха в Гейдельсбергском замке. (Автор Себастьян Гётц (- 1621))

В 1470 году, пользуясь тем, что император Фридрих III отбыл в Рим, Фридрих Победоносный решил расширить свою власть в Эльзасе. Ссылаясь на «Золотую буллу», курфюрст Фридрих как викарий (наместник отсутствующего императора на западе империи), овладев эльзасским аббатством Вейссенбург и прилегающим городом, начал наводить там свои порядки. Недовольные курфюрстом каноники обратились за защитой к папе римскому. Понтифик и император поддержали каноников. Это привело к войне, в ходе которой Фридрих вместе с Эберхардом Вюртембергским, городами Вимпфеном и Хайльбронном опустошили окрестности Вейсенбурга. Осада длилась три месяца и в феврале 1470 договорились передать монастырский вопрос третейскому суду, а курфюрсту Фридриху, передавали права ландфогта в Эльзасе. Несогласный с этим решением император Фридрих еще в январе 1470 года предал курфюрста Фридриха опале и призвал с ним бороться. Имперским полководцем был назначен Людвиг Чёрный, которому император передал права ландфогта в Эльзасе. После того как Людвиг вновь проиграл Фридриху Победоносному, он вынужден был уступить курфюрсту 12 замков и городов. Этот мир был заключен 2 сентября 1471 года. Людвиг Богатый в 1472—1473 годы пытался примирить императора с курфюрстом, желая объединить вокруг императора Виттельсбахов, Виттеней Гогенцоллернов, но запросы императора (выплата 32 тысяч гульденов, передача Ортенау и эльзасского ландфогтства) курфюрст Фридрих счел чрезмерными.
В мае 1474 года на нюрнбергском сейме император Фридрих III в третий раз предал опале Фридриха Пфальцского.
В ноябре 1475 года Фридрих побывал на Ландсхутской свадьбе.

### Внутренняя политика

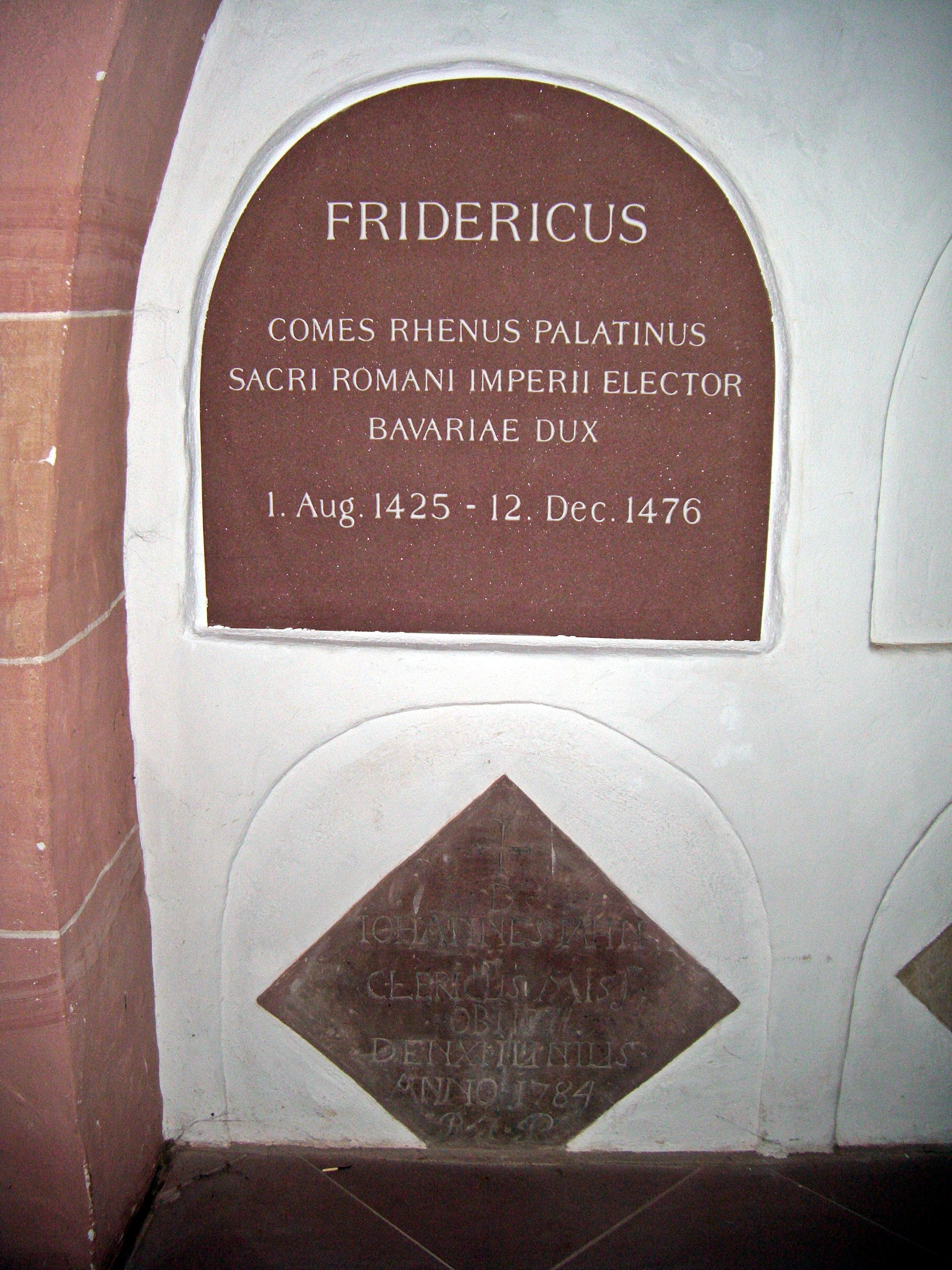
Могильный камень

29 мая 1452 года Фридрих провел университетскую реформу Гейдельбергского университета: изменил  методы обучения; включил в программу изучение  римского права. Благодаря этому Фридрих получил от университета несколько своих советников. С помощью советников он смог провести и иные реформы. Фридрих провёл монастырскую реформу: в монастырях. Он стремился обеспечить соблюдение дисциплины и порядка (а не пребывание праздных лиц). 
Фридрих в 1471 году провёл кодификацию: официальное разделение территории, феодальных прав и использовал  все возможности, чтобы связать договорами с Пфальцским курфюршеством области епархий, монастырей и имперских рыцарей. И тем самым соединить различные средневековые правовые элементы отдельных земель.

### Смерть
12 декабря 1476 года Фридрих умер в Гейдельберге.
Фридрих Победоносный похоронен во францисканском монастыре в Гейдельберге, останки перезахоронены в иезуитской церкви в Гейдельберге.

## Личная жизнь и семья
В 1427 году Фридрих Победоносный был обручен с Елизаветой Баварско-Ландсхутской, дочерью герцога Генриха XVI. Но помолвка была разорвана — Елизавет в 1445 году вышла за Ульриха V, графа фон Вюртемберг-Штутгарт. В 1451 году, когда Фридрих стал курфюрстом и усыновил своего несовершеннолетнего племянника Филиппа, он обещал не вступать в равнородный брак, чтобы у него не появились дети, которые могли бы позже оспаривать законное наследство у Филиппа.
От морганатического брака с Кларой Тотт Фридрих Победоносный имел двух сыновей:
- Фридриха (1461—1474)[24] и
- Людвига (1463—1524), от которого происходит графский и княжеский род Лёвенштейнов[8]..